# Jan Egil Storholt
Jan Egil Storholt (ur. 13 lutego 1949 w Meldal) – norweski łyżwiarz szybki, złoty medalista olimpijski i czterokrotny medalista mistrzostw świata.

## Kariera
Największy sukces w karierze Jan Egil Storholt osiągnął podczas igrzysk olimpijskich w Innsbrucku w 1976 roku, gdzie zwyciężył w biegu na 1500 m. W zawodach tych wyprzedził bezpośrednio Jurija Kondakowa z ZSRR oraz Holendra Hansa van Heldena. Na tych samych igrzyskach był też między innymi dziewiąty na 5000 m i czternasty na dwukrotnie dłuższym dystansie. Na rozgrywanych cztery lata później igrzyskach w Lake Placid jego najlepszym wynikiem była szósta pozycja w biegu na 1500 m.
W 1977 roku zdobył srebrny medal na wielobojowych mistrzostwach świata w Heerenveen, przegrywając tylko z Amerykaninem Erikiem Heidenem. Wynik ten powtórzył na mistrzostwach świata w Göteborgu w 1978 roku i rozgrywanych rok później mistrzostwach świata w Oslo, za każdym razem ulegając tylko Heidenowi. Ostatni medal wywalczył na wielobojowych mistrzostwach świata w Oslo w 1981 roku, gdzie był trzeci za dwoma rodakami: Amundem Sjøbrendem i Kayem Stenshjemmetem. W wieloboju był też mistrzem Europy (ME 1977 i ME 1979) i Norwegii (1979).
Dwa razy bił rekordy świata.

### Mistrzostwa świata
- Mistrzostwa świata w wieloboju
  - srebro – 1977, 1978, 1979
  - brąz – 1981